# Alfred Puck
Alfred Puck (* 23. März 1927 in Neumünster; † 31. März 2021 in Immenhausen) war ein deutscher Ingenieur und emeritierter Hochschullehrer.

## Werdegang
Der 1927 in Neumünster geborene Puck schloss 1953 ein Maschinenbau-Studium an der Hochschule für Angewandte Wissenschaften Hamburg (damals Ingenieurschule Hamburg) ab. 1967 wurde er an der TU Berlin zum Dr.-Ing. promoviert. Von 1979 bis 1989 war er Professor für Konstruktionstechnik an der Universität Kassel. Danach arbeitete er u. a. mit dem Institut für Kunststoffverarbeitung an der RWTH Aachen zusammen.
Sowohl in seiner Industrietätigkeit als auch in der Forschung befasste er sich schwerpunktmäßig mit der Konstruktion und Berechnung von Faser-Kunststoff-Verbund-Bauteilen.
In der Forschung steht der Name Alfred Puck für das physikalisch-basierte Festigkeitskriterium für unidirektional verstärkte Faser-Kunststoff-Verbunde, das auf Überlegungen von Charles Augustin de Coulomb, Christian Otto Mohr, B. Paul und Zvi Hashin beruht. Der Vorteil dieses Kriteriums besteht in der Unterscheidung der Versagenstypen Faserbruch (Fb) und Zwischenfaserbruch (Zfb) im Gegensatz zu den nicht-differenzierenden Kriterien wie z. B. dem Tsai-Wu-Kriterium von Stephen W. Tsai und Edward M. Wu. Für beide Versagenstypen werden jeweils getrennt Anstrengungswerte (eine Art Reservefaktor) auf Grundlage der Einzelschichtkennwerte und der wirkenden Belastung errechnet. Der Zwischenfaserbruch wird weiterhin durch sog. Bruchmoden charakterisiert, wobei der errechnete Bruchwinkel von entscheidender Bedeutung ist.
Ein recht umfangreicher Vergleich verschiedener Festigkeitskriterien für Faser-Kunststoff-Verbunde wurde in der „World-Wide Failure Exercise“ durchgeführt.

## Veröffentlichungen
- Zur Beanspruchung und Verformung von GFK-Mehrschichtenverbund-Bauelementen. (Dissertation). München 1967
- Praxisgerechte Bruchkriterien für hochbeanspruchte Faser-Kunststoff-Verbunde. In: Kunststoffe 82 (1982)
- Ein Bruchkriterium gibt die Richtung an. In: Kunststoffe 82 (1982)
- Festigkeitsanalyse von Faser-Matrix-Laminaten: Modelle für die Praxis. (Download als gezipptes PDF, ca. 25 MB). München/Wien 1996, ISBN 3-446-18194-6